# دعای فرج
دعای فرج یا دعای سلامتی امام زمان، در کتاب تهذیب الاحکام از محمد باقر و جعفر صادق، نقل شده‌ است؛ اما در سایر منابع عبارت «الصَّالِحِینَ» آمده و مشخص نشده از کدام امام نقل شده‌ است.این دعا، برای سلامتی حجت بن الحسن العسکری(مهدی)، دوازدهمین امام شیعیان است. از دیدگاه شیعه دوازده امامی، حجت بن الحسن منجی جهان از ظلم و ستم است. در مذهب شیعه، خواندن این دعا سفارش شده‌ است.شیخ عباس قمی در مفاتیح‌ الجنان این دعا را از اعمال شب بیست و سوم ماه رمضان ذکر کرده‌ است. دعای فرج با تفاوت‌های اندکی در عبارت، در منابع مختلف روایی از جمله کتاب کافی ذکر شده‌ است.شیعیان معمولا در هر روز بعد از نمازهای روزانه یا در قنوتِ نماز، این دعا را می‌خوانند و برای سلامتی و فرج امام زمان‌ خود دعا می‌کنند.

## متن و ترجمه دعا
| متن عربی                           | ترجمه فارسی                                                                  |
| ---------------------------------- | ---------------------------------------------------------------------------- |
| بِسْمِ اللهِ الرَّحْمنِ الرَّحِیمِ             | به نام خداوند بخشنده مهربان                                                  |
| اللَّهُمَّ کُنْ لِوَلِیِّکَ الحُجَةِ بنِ الحَسَن      | خدایا، ولیّ ات حضرت حجّة بن الحسن                                              |
| صَلَواتُکَ علَیهِ و عَلی آبائِهِ            | که درودهای تو بر او و بر پدرانش باد                                          |
| فِی هَذِهِ السَّاعَةِ وَ فِی کُلِّ سَاعَةٍ         | در این لحظه و در تمام لحظات                                                  |
| وَلِیّاً وَ حَافِظاً وَ قَائِداً وَ نَاصِراً       | سرپرست و نگاهدار و راهبر و یاری گر                                           |
| وَ دَلِیلًا وَ عَیْناً حَتَّی تُسْکِنَهُ أَرْضَکَ طَوْعاً | و راهنما و دیده‌بان باش، تا او را به صورتی که خوشایند اوست ساکن زمین گردانیده |
| وَ تُمَتعَهُ فِیهَا طَوِیلا                 | و مدّت زمان طولانی در آن بهره‌مند سازی                                         |

## سندیت
این دعا را کلینی در کتاب خود کافی، از محمد بن عیسی نقل کرده‌ است، و او نیز از صالحین (منظور امامان اسلام شیعه، بدون استفاده از نام‌های خاص) ذکر کرده‌ است. به نظر می‌رسد بین محمد بن یعقوب کلینی و محمد بن عیسی بن عبید راویان دیگری نیز وجود داشته‌اند؛ یعنی احمد بن محمد عاصمی، علی بن حسن بن علی بن فضل. علاوه بر این، دعا «اللهم کن لولیک» نیز توسط دیگران ذکر شده‌است، مانند: سید بن طاووس، کفعمی و غیره.

## دعای فرج (عظم البلاء)
دعای فرج یا دعای عظم البلاء، دعایی است برای ظهور حجت بن الحسن، که براساس منابع شیعه توسط حضرت به فردی اسیر در بغداد تعلیم داده شده‌است. در منابع شیعه آمده‌است که خود حضرت این دعا را به فرد اسیری تعلیم داد و او رها شد. خواندن این دعا برای فرج مهدی تأکید شده‌است.

### متن
اِلهی عَظُمَ الْبَلاءُ، وَ بَرِحَ الْخَفآءُ، وَانْکشَفَ الْغِطآءُ، وَانْقَطَعَ الرَّجآءُ، وَ ضاقَتِ الْأَرْضُ وَ مُنِعَتِ السَّمآءُ، و اَنْتَ الْمُسْتَعانُ وَ اِلَیک الْمُشْتَکی‏، وَ عَلَیک الْمُعَوَّلُ فِی الشِّدَّةِ وَالرَّخآءِ، اَللّهُمَّ صَلِّ عَلی مُحَمَّدٍ وَ الِ مُحَمَّدٍ، اُولِی الْأَمْرِ الَّذینَ فَرَضْتَ عَلَینا طاعَتَهُمْ، وَ عَرَّفْتَنا بِذلِک مَنْزِلَتَهُمْ، فَفَرِّجْ عَنا بِحَقِّهِمْ، فَرَجاً عاجِلاً قَریباً کلَمْحِ الْبَصَرِ اَوْ هُوَ اَقْرَبُ، یا مُحَمَّدُ یا عَلِیُّ، یا عَلِیُّ یا مُحَمَّدُ، اِکفِیانی فَاِنَّکما کافِیانِ، وَانْصُرانی فَاِنَّکما ناصِرانِ، یا مَوْلانا یا صاحِبَ الزَّمانِ، الْغَوْثَ الْغَوْثَ الْغَوْثَ، اَدْرِکنی اَدْرِکنی اَدْرِکنی‏، السَّاعَةَ السَّاعَةَ السَّاعَةَ، الْعَجَلَ الْعَجَلَ الْعَجَلَ، یا اَرْحَمَ الرَّاحِمینَ، بِحَقِّ مُحَمَّدٍ وَ آلِهِ الطَّاهِرینَ.
خدایا بلاء عظیم گشته و درون آشکار شد و پرده از کارها برداشته شد و امید قطع شد و زمین تنگ شد و از ریزش رحمت آسمان جلوگیری شد و تویی یاور و شکوه بسوی تو است و اعتماد و تکیه ما چه در سختی و چه در آسانی بر تو است خدایا درود فرست بر محمد و آل محمد آن زمامدارانی که پیرویشان را بر ما واجب کردی و بدین سبب مقام و منزلتشان را به ما شناساندی به حق ایشان به ما گشایشی ده فوری و نزدیک مانند چشم برهم زدن یا نزدیکتر ای محمد ای علی ای علی ای محمد مرا کفایت کنید که شمایید کفایت‌کننده ام و مرا یاری کنید که شمایید یاور من ای سرور ما ای صاحب الزمان فریاد، فریاد، فریاد، دریاب مرا دریاب مرا دریاب مرا همین ساعت همین ساعت هم‌اکنون زود زود زود ای خدا ای مهربانترین مهربانان به حق محمد و آل پاکیزه‌اش‏

### سند
برای اولین بار شیخ طبرسی در مجمع‌البیان این دعا را نقل می‌کند. همچنین شیخ حر عاملی در وسائل الشیعه، علامه مجلسی در بحار الانوار، و ابراهیم بن علی عاملی کفعمی در مصباح آن را نقل کرده‌اند. اگرچه سید بن طاووس اشاره‌ای به گفته شدن این دعا از جانب حجت بن الحسن نمی‌کند.

### محتوا
دعا با ندبه و بیان مشکلات آغاز می‌شود و سپس به صورت کوتاه به بیان شأن امام و مسئله امامت و لزوم اطاعت از آنان می‌پردازد. دعا با توسل به محمد بن عبدالله و اهل بیت و کمک‌خواستن از حجت بن حسن پایان می‌یابد.

### جایگاه
در منابع شیعی، این دعا از جمله دعاهایی است که به‌طور خاص در زمان غیبت توصیه به خواندن آن شده‌است. این دعا در «زیارت امام زمان در سرداب مقدس»، «نماز امام زمان»، و «زیارت مسجد جمکران» نیز خوانده می‌شود. محمدتقی بهجت پیرامون دعا برای فرج می‌گوید: «بهترین کار برای به هلاکت نیفتادن در آخر الزّمان، دعای فرج امام زمان (علیه السلام) است؛ مخصوصاً دعای شریف «عظم البلا و برح الخفا» را بخوانیم و از خدا بخواهیم که صاحب کار را برساند؛ با او باشیم.»